# Qualitätszeichen Südtirol
Das Qualitätszeichen „Qualität Südtirol“ ist ein regionales Gütezeichen, das vom Land Südtirol getragen wird. Es verspricht geprüfte Qualität bei landwirtschaftlichen Produkten und Lebensmitteln aus Südtirol. Es wird für Produkte Südtiroler Herkunft vergeben. Die Bedingungen des Siegels in Bezug auf die Qualität gehen über den gesetzlichen Standard hinaus. Unabhängige und zertifizierte Kontrollstellen prüfen die Einhaltung der Qualitätsvorschriften.

## Geschichte
In der Nachkriegszeit entwickelte sich die Südtiroler Wirtschaft sehr rasch. Produkte aus Südtirol wurden zunehmend auch außerhalb der Grenzen der Region geschätzt. Zum Zweck der regionalen Wirtschaftsförderung wurde eine Schutzmarke Südtirol eingeführt.
Mit dem Inkrafttreten des Zweiten Autonomiestatutes Südtirols im Jahr 1972 wurden weitreichende Kompetenzen der Wirtschaftsförderung an das Land Südtirol übertragen. Die Landesregierung betraute die Handelskammer Bozen mit den neuen Aufgaben. So wurde 1976 die Schutzmarke Südtirol entwickelt, die eine starke kollektive Vermarktung ermöglichte. Es gab die Schutzmarke in roter, grüner und blauer Version. Damals handelte es sich um das erste Qualitätszeichen in Europa. Zunächst begann man mit dem Marketing und der Absatzförderung der Südtiroler Produkte Apfel und Wein, baute die Palette der Produkte aber stetig weiter aus.
Im Jahre 2004 wurde die Dachmarke Südtirol ins Leben gerufen und so lag es auf der Hand, auch die Schutzmarke dahingehend anzupassen. Ein einheitlicher Auftritt wurde kreiert. 2005 entstand das Zeichen „Qualität Südtirol“. Die versprochene hohe Qualität rückt in der Kommunikation in den Vordergrund. Produkte, die das Qualitätszeichen tragen, seien Garanten für geprüfte Qualität aus Südtirol.

## Versprechen des Qualitätszeichens
Dem Konsumenten soll das Qualitätszeichen als Erkennungsmerkmal dienen: es kommuniziert das Versprechen der Herstellung gemäß objektiver Qualitätskriterien. Alle Produkte mit dem Qualitätszeichen Südtirol müssen folgende Punkte einhalten:
- Herkunft aus Südtirol
- Tradition der Herstellungsverfahren
- Qualität über dem gesetzlichen Standard
- Einhaltung strenger Qualitäts-Richtlinien
- Regelmäßige Kontrollen der Qualität durch zertifizierte, unabhängige Kontrollstellen.[1]

## Gesetzlicher Rahmen
Das Qualitätszeichen entspricht den restriktiven Vorgaben des EU-Rechts und wurde von der Europäischen Kommission 2005 genehmigt. Geregelt wird es durch das Landesgesetz Nr. 12/2005. Träger und Inhaber des Qualitätszeichens ist die Autonome Provinz Bozen.

## Kontrollen
Das Qualitätszeichen Südtirol darf für land- und ernährungswirtschaftliche Erzeugnisse verwendet werden, die den Vorgaben und strengen Kriterien des jeweiligen Pflichtenheftes entsprechen. Die Hersteller werden regelmäßig von unabhängigen Kontrolleuren besucht, die die Einhaltung der Herstellungsvorgaben kontrollieren.

## Produktgruppen

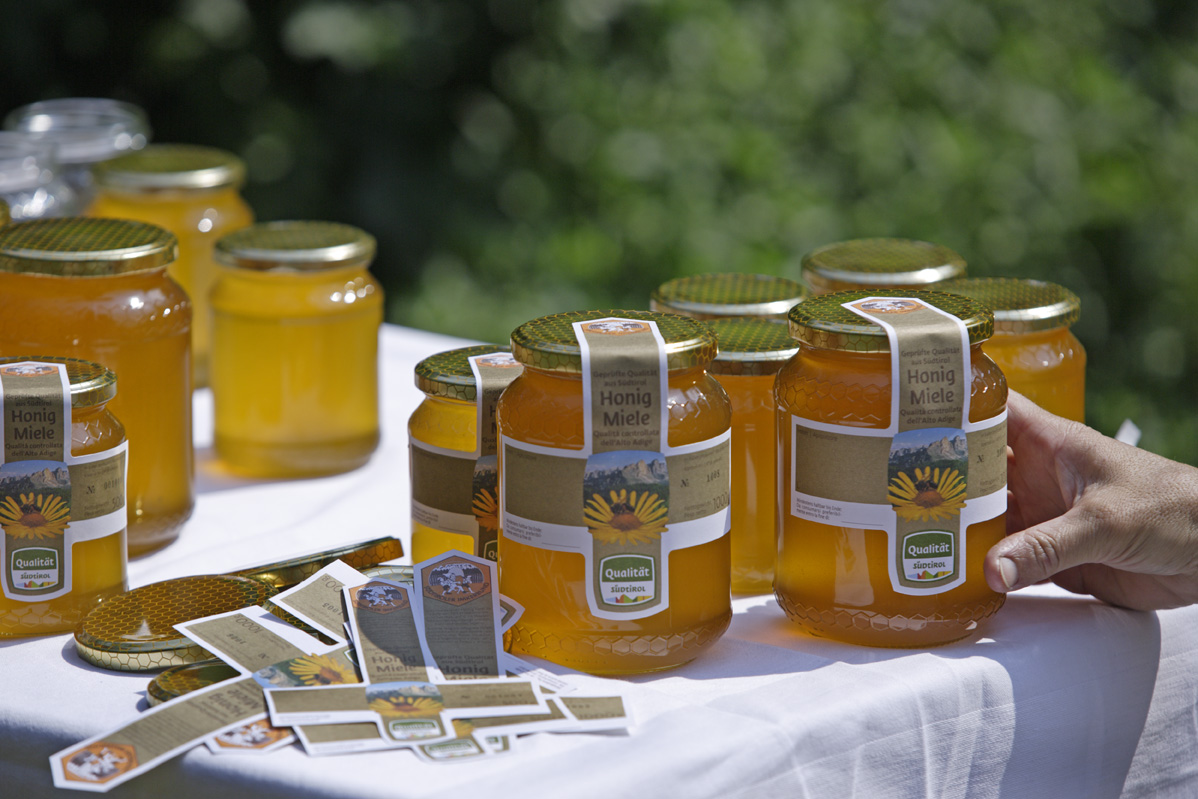
Südtiroler Honig mit Qualitätszeichen Südtirol

Bis heute sind es 16 Produkte bzw. Produktgruppen, die das Qualitätszeichen Südtirol tragen dürfen (Stand Oktober 2014):
- Apfelsaft
- Apfelstrudel
- Beeren
- Bier
- Brot
- Freilandeier
- Gemüse und Kartoffeln
- Grappa
- Honig
- Kirschen
- Speck- und Käseknödel
- Konfitüren
- Kräuter & Gewürze
- Milch
- Rindfleisch
- Trockenobst